# Capela de Santa Marta do Leão
A Capela de Santa Marta do Leão localiza-se no Santuário de Santa Maria Madalena em Guimarães, Portugal.
Chama-se do "Leão" por se encontrar junto à Fonte do Leão e para a distinguir da capela homónima existente nas proximidades, chamada "das cortiças". 
É datada de 1917 e foi oferecida às expensas do benemérito bracarense Júlio d'Amorim Lima, que também ofereceu a talha barroca do interior. 
O conjunto que integra sanefas, altar, tribuna e púlpito era pertença da antiga igreja do convento dos Remédios, demolida em 1911. 
A imagem da padroeira é da autoria do escultor bracarense João Evangelista Vieira e foi oferta de Leopoldo de Sousa Machado, tendo sido benzida nas festas de 1916.